# Kongsted Sogn
Kongsted Sogn 

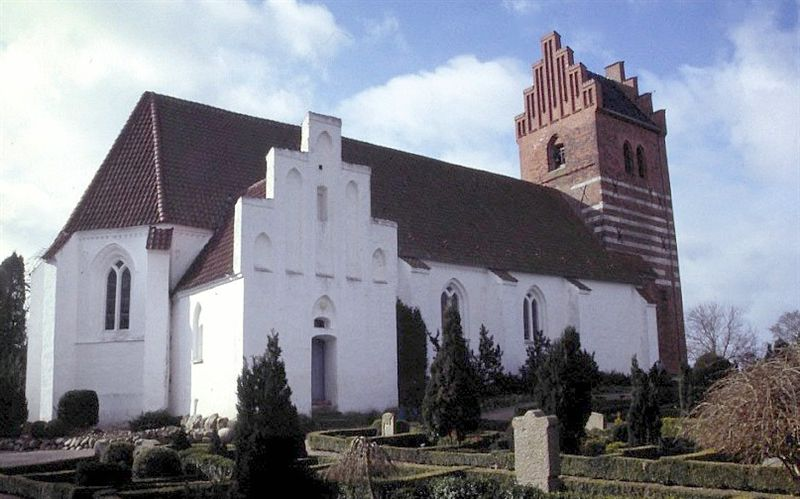
Kongsted Kirke

ist eine Kirchspielsgemeinde (dän.: Sogn)
auf der Insel Sjælland im südlichen Dänemark.
Bis 1970 gehörte sie zur Harde Fakse Herred im damaligen Præstø Amt, danach zur Rønnede Kommune im Storstrøms Amt, die im Zuge der  Kommunalreform zum 1. Januar 2007 in der Faxe Kommune in der Region Sjælland aufgegangen ist.
Im Kirchspiel leben 3177 Einwohner, davon  2784 im ehemaligen Kommunenzentrum Rønnede (Stand: 1. Januar 2023).
Im Kirchspiel liegt die Kirche „Kongsted Kirke“.
Nachbargemeinden sind im Norden Vester Egede Sogn, Ulse Sogn und Sønder Dalby Sogn, im Nordosten Øster Egede Sogn und im Osten Faxe Sogn und Roholte Sogn, ferner in der westlich gelegenen Næstved Kommune Everdrup Sogn und Toksværd Sogn.